# Villaflor
Villaflor – gmina w Hiszpanii, w prowincji Ávila, w Kastylii i León, o powierzchni 18,48 km². W 2011 roku gmina liczyła 134 mieszkańców.